# Bill Kerr
Bill Kerr (1922–2014) est un acteur australien.

## Biographie
Né le 10 juin 1922 au Cap, il a grandi en Australie où il est devenu une vedette de la radio, avant de rejoindre le Royaume-Uni en 1947.
Il est mort le 28 août 2014 à Perth.

## Filmographie
- 1933 : Harmony Row
- 1934 : The Silence of Dean Maitland de Ken G. Hall
- 1951 : Penny Points to Paradise de Tony Young
- 1952 : Sa dernière mission (Appointment in London) de Philip Leacock
- 1954 : Le Prisonnier du harem (You Know What Sailors Are)  de Ken Annakin
- 1955 : Les Briseurs de barrages (The Dam Busters) de Michael Anderson
- 1955 : La Nuit où mon destin s'est joué (The Night My Number Came Up) de Leslie Norman
- 1956 : Port of Escape
- 1959 : The Captain's Table
- 1962 : A Pair of Briefs de Ralph Thomas
- 1963 : The Wrong Arm of the Law
- 1963 : Doctor in Distress
- 1966 : Doctor in Clover
- 1966 : Le Forum en folie (A Funny Thing Happened on the Way to the Forum)
- 1968 : Doctor Who série The Enemy of the World
- 1973 : Ghost in the Noonday Sun de Peter Medak
- 1975 : Girls Come First
- 1976 : Mortelles Confessions (House of Mortal Sin) de Pete Walker
- 1980 : The Young Doctors
- 1981 : Gallipoli de Peter Weir
- 1981 : Save the Lady
- 1982 : L'Année de tous les dangers (The Year of Living Dangerously) de Peter Weir
- 1982 : The Pirate Movie de Ken Annakin
- 1983 : Dusty
- 1983 - 1985 : La Vengeance aux deux visages (Return to Eden) (mini-série)
- 1984 : The Settlement
- 1984 : Razorback de Russell Mulcahy
- 1984 : Vigil de Vincent Ward
- 1984 : White Man's Legend
- 1985 : Relatives
- 1985 : Coca Cola Kid de Dušan Makavejev
- 1985 : Anzacs (mini-série)
- 1987 : La Chevauchée de feu (The Lighthorsemen) de Simon Wincer
- 1989 : Kokoda Crescent
- 1991 : The River Kings (TV)
- 1995 : No Survivors - The Mysterious Loss of HMAS Sydney (TV)
- 2001 : Let's Get Skase
- 2001 : Changi (mini-série)
- 2003 : Peter Pan de Paul John Hogan
- 2003 : Malice or Mutiny (TV)
- 2004-2006 : Animal X Natural Mystery Unit (TV)